# ГКБ-8350
ГКБ-8350 — радянський і російський двовісний вантажний причіп, призначений для перевезення вантажів до 8 тонн. Випускався на Ставропольському заводі автопричепів з 1976 по 2001 рік. Основний тягач — КамАЗ-5320 того ж типорозміру.

## Технічна характеристика
У причепа ГКБ-8350 бортовий кузов і двосхилі колеса, як у автомобіля КамАЗ-5320. Передня вісь причепа — рульова. Зчіпна петля розроблена відповідно до ГОСТ 2349-75.

## Переваги причепа ГКБ-8350
- Створення транспортно-навантажувального комплексу
- Зниження навантаження на вісь
- Зменшення витрат
- Підвищення кількості занурюваних вантажів

## Недоліки причепа ГКБ-8350
- Зниження швидкості на 30% через підвищення маси
- Регулярне техобслуговування[4]

## ГКБ-8352
Причіп ГКБ-8352, на відміну від базової моделі ГКБ-8350, призначений для перевезення вантажів до 13,7 тонн (раніше до 10 тонн).